# تعلم حواري

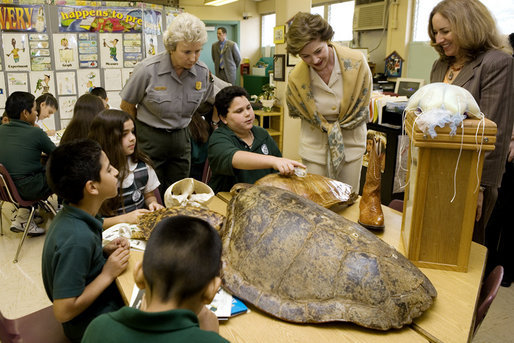

التعلم الحواري، (بالإنجليزية: Dialogic learning)‏، هو التعلم الذي يحدث من خلال الحوار. عادة ما يكون نتيجة حوار المساواة. وبعبارة أخرى، نتيجة حوار يقدم فيه أشخاص مختلفون حجج منطقية تستند إلى صحة المنطق، وليس إلى نفوذ السلطة.
إن مفهوم «التعلم الحواري» ليس جديدًا ضمن التقليد الغربي، فكثيرا ما يرتبط بالحوار السقراطي.
في الآونة الأخيرة، تم ربط مفهوم «التعلم الحواري» بمساهمات من وجهات نظر وتخصصات مختلفة، مثل نظرية العمل الحواري (باولو فريري، 1970)، نهج البحث الحواري (ويلز، 1999)، نظرية العمل التواصلي (يورغن هابرماس، 1984)، مفهوم الخيال الحواري (ميخائيل باختين، 1981)، حوارية ذاتية (Soler، 2004).
بالإضافة إلى ذلك، يعتمد عمل مجموعة مهمة من المؤلفين المعاصرين على مفاهيم الحوار. من بين هؤلاء، تجدر الإشارة إلى مؤلفين مثل:
- جاك ميزيرو (1990، 1991، 2000) ونظريته في التعلم التحويلي.
- مايكل فيلدنغ (2001)، الذي يرى الطلاب على أنهم عملاء جذريين للتغيير.
- تيموثي كوشمان (1999)، الذي سلط الضوء على المزايا المحتملة لاعتماد الحوار كأساس للتعليم.
- وآن سي. هارجراف (2000)، التي تثبت أن الأطفال في ظروف «التعلم الحواري»، يحققون مكاسب أكبر بكثير في المفردات، من الأطفال في بيئة قراءة أقل حوارية.

على وجه التحديد، تطور مفهوم «التعلم الحواري» (Flecha، 2000) من التحقيق والملاحظة لكيفية تعلم الناس خارج المدرسة وداخلها، عندما يُسمح بالتصرف، والتعلم بحرية.. وفي هذه المرحلة، من المهم ذكر «مجتمعات التعلم»، وهو مشروع تعليمي، يسعى إلى التحول الاجتماعي، والثقافي، للمراكز التعليمية ومحيطها من خلال التعلم الحواري، مع التركيز على الحوار المتساوي بين جميع أفراد المجتمع، بما في ذلك أعضاء هيئة التدريس، والطلاب، والأسر، الكيانات والمتطوعين.
في مجتمعات التعلم، من الأساسي مشاركة جميع أفراد المجتمع لأنه، كما تظهر الأبحاث، فإن عمليات التعلم، بغض النظر عن أعمار المتعلمين، بما في ذلك أعضاء هيئة التدريس، تعتمد بشكل أكبر على التنسيق بين جميع التفاعلات، والأنشطة التي تحدث في أماكن مختلفة من حياة المتعلمين، مثل المدرسة، والمنزل، ومكان العمل، أكثر من التفاعلات والأنشطة التي تم تطويرها في فضاءات التعلم الرسمي، مثل الفصول الدراسية. على هذا المنوال، يهدف مشروع «مجتمعات التعلم» إلى مضاعفة سياقات التعلم والتفاعلات بهدف وصول جميع الطلاب إلى مستويات أعلى من التطور (ليف فيغوتسكي، 1978).

## علم التربية الحوارية
هي نظرية وممارسة التدريس، التي يكون فيها الحوار محوريًا. بحيث يرتبط المعلمون، والطلاب، بعلاقة متساوية، ويستمعون إلى وجهات نظر متعددة.
وهناك عدد من صيغ التدريس، التي تم الاعتراف بها على أنها «حوار»:
- تفاعلية: يتضمن الحوار نسبة عالية من التحدث بين الطلاب، والمعلمين، أي بتبادلات تفاعلية.
- إجابة سؤال: يشمل الحوار، إما مدرسًا يطرح أسئلة على الطلاب، ويحصل على إجابات من الطلاب.. أو الطلاب يطرحون أسئلة، ويحصلون على إجابات من المعلم، أو من هذا، وذاك.
- المحادثة: تم تصميم الحوار التعليمي، على غرار المحادثات اليومية العادية الدنيوية.
- بدون سلطة: يحدث التوجيه الحواري، بين نظراء متساوين، لأن السلطة تشوه عمليات الحوار.

## نظريات

### ويلز: الإستفسار الحواري
جوردون ويلز (1999)، عرف«الاستفسار» على أنه ليس طريقة بل كنوع من الاستعداد للاستجواب، محاولاً فهم المواقف التي تتعاون مع الآخرين بهدف إيجاد إجابات.
«الاستفسار الحواري»، هو نهج تعليمي يعترف بالعلاقة الجدلية بين الفرد والمجتمع، وموقفًا لاكتساب المعرفة من خلال التفاعلات التواصلية.. ويشير ويلز إلى أن الاستعداد للاستفسار الحواري، يعتمد على خصائص بيئات التعلم، ولهذا السبب من المهم إعادة تنظيمها في سياقات للعمل التعاوني والتفاعل.
ووفقًا لويلز، فإن البحث الحواري، لا يثري معرفة الأفراد فحسب، بل يحولها أيضًا، مما يضمن بقاء الثقافات المختلفة، وقدرتها على تحويل نفسها وفقًا لمتطلبات كل لحظة اجتماعية.

### فريري: نظرية العمل الحواري
يذكر باولو فريري (1970) أن الطبيعة البشرية هي حوار، وتعتقد أن الاتصال له دور رائد في حياتنا. فنحن في حوار مستمر مع الآخرين، وفي هذه العملية نخلق، ونعيد، إنشاء أنفسنا.
وبحسب فريري، فإن الحوار هو ادعاء لصالح الاختيار الديمقراطي للمعلمين. ويجب على اختصاصيي التوعية، من أجل تعزيز التعلم الحر والناقد، وتهيئة الظروف للحوار، الذي يشجع الفضول المعرفي للمتعلم.
فالهدف من العمل الحواري دائمًا هو الكشف عن الحقيقة، بالتفاعل مع الآخرين، ومع العالم. وفي نظريته عمل الحوار، يميز فريري بين الإجراءات الحوارية، تلك التي تعزز الفهم والإبداع الثقافي والتحرير. والإجراءات غير الحوارية، التي تحرم الحوار، وتشوه الاتصال، وتنتج القوة.